# Place des Reignaux
La  Place des Reignaux est une place de Lille, dans le Nord, en France.

## Situation et accès

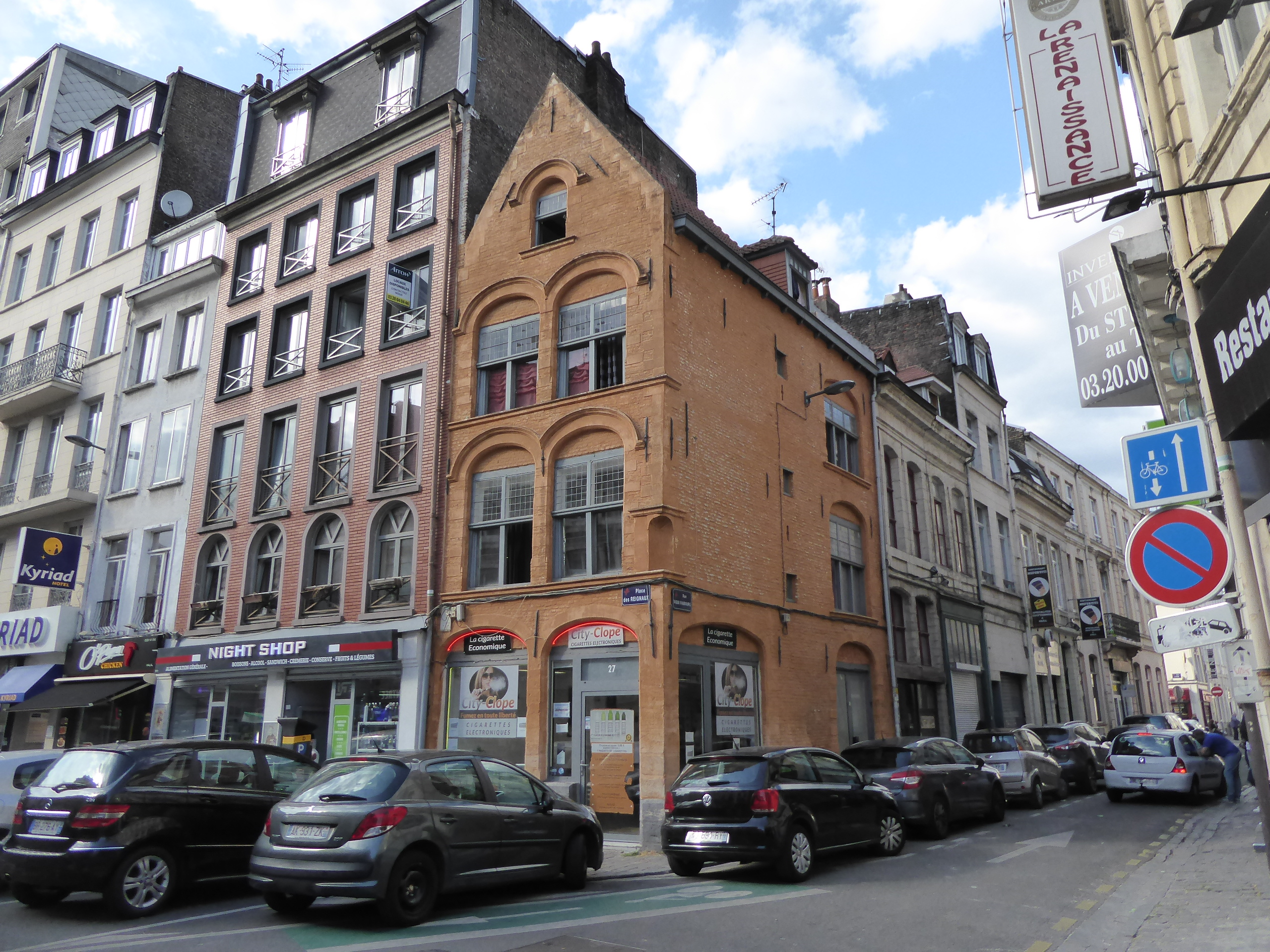
Angle de la place des Reignaux et de la rue du Vieux Faubourg

Il s'agit de l'une des places du quartier du Lille-Centre, dans l'ancienne paroisse Saint-Maurice.
La Place des Reignaux, est reliée à la rue des Ponts-de-Comines et à la rue de la Quennette, elle est desservie par la rue du Priez et la rue du Vieux Faubourg. Elle est accessible depuis le métro, via la première ligne en sortant à la station Gare Lille-Flandres. Elle est également accessible depuis la gare de Lille-Flandres.
Du fait de sa situation centrale à proximité de la gare, la place comporte de nombreux cafés, hôtels et restaurants.

## Origine du nom
Le nom de la place est celui de la famille Dergnau ou Dérégnau qui possédait une maison en dehors de l'enceinte mais à proximité, voisine de l'église Saint-Maurice.

## Historique

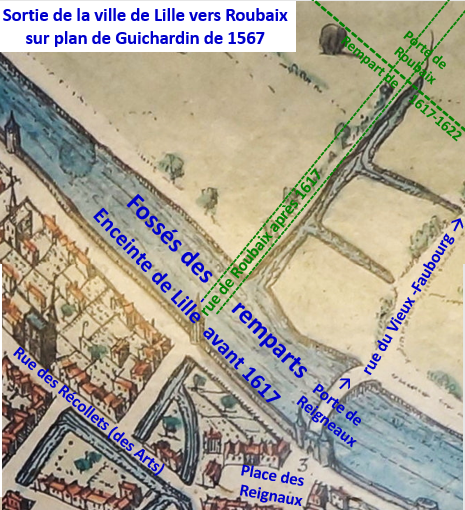
place et porte des Reignaux sur plan Guichardin de 1567

Après l'entrée à Lille à la suite du siège de juin 1213, Philippe-Auguste fit fortifier cette maison la transformant en citadelle. Une garnison du roi de France réfugiée dans cette citadelle repoussa les attaques du Comte de Flandre Ferrand à la fin de 1213. À la suite de la reconquête de Lille par Philippe-Auguste, la ville fut incendiée et la citadelle détruite avec l'ensemble des remparts.
Cette maison-forte aurait peut-être été implantée sur  une première motte de Lille, symétrique de celle de la Motte Châtelaine sur l’autre rive du cours primitif de la Deûle à Lille, ce qu’attesterait  la forme arrondie des parcelles cadastrales longues et serrées en ailes de moulins au nord de l’église. Cette maison-forte aménagée en 1213 par Philippe-Auguste en fort aurait constitué la motte. Cette configuration parcellaire effacée par les aménagements du XIXe siècle (percement de la rue Faidherbe, élargissement de la rue des Ponts-de-Comines et démolition du quartier des places de Comines entre l’église et la place des Reignaux), était assez nette sur le plan cadastral de 1820.  Le canal des Ponts-de-Comines serait l’équivalent du canal de Weppes dont le creusement avec celui du canal Saint-Pierre qui le prolonge, aurait  permis le développement d’un nouveau noyau urbain décrit par la Charte de 1066, au détriment de celui de Fins peut-être antérieur.  L’ancien quartier à l’ouest de la rue des Ponts-de-Comines autour du marché aux poissons, emporté par le percement de la rue Faidherbe, aurait été l’équivalent du castrum au pied de l'actuelle place Gilleson autour de la rue de la Monnaie et de la place aux Oignons
Jusqu'à l'agrandissement de 1617-1622, la porte des Reignaux était située à l'emplacement de la place des Reignaux. Cette porte fut détruite et remplacée en 1622 par la porte Saint-Maurice actuelle porte de Roubaix.
La Place des Reignaux est située dans un quartier, partiellement détruit lors des bombardements du siège d'octobre 1914, qui a été reconstruit dans l'esprit architectural de 1869.